# Dinastia Wei occidentale

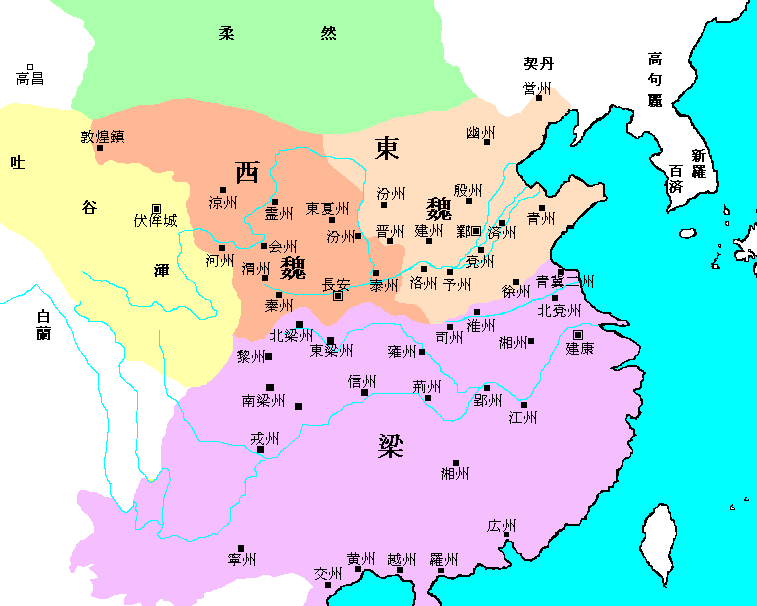
La Cina nella prima metà del VI° sec. L'impero Wei occidentale è in arancio.

La dinastia Wei Occidentale (西魏T, Xī WèiP) regnò sul Nord-Ovest della Cina dal 534 al 557 durante il periodo delle Dinastie del Nord e del Sud. Preceduta dalla dinastia  Wei Settentrionale (Bei Wei), prima della frantumazione della Cina del Nord, fu seguita dalla dinastia Dinastia Zhou Settentrionale (Bei Zhou), che riunificò la Cina settentrionale nel 577.
Come i Wei orientali, i Wei occidentali appartenevano all'etnia Tabghach, un popolo d'origine turca cinesizzato, che avevano scelto Chang'an come loro capitale. Mescolando le tradizioni della steppa ai principi del legalismo, il loro stato riuscì a sviluppare un'importante potenza militare. Nel 553, s'impadronirono dell'attuale Sichuan. Nel 557, i Wei occidentali adottarono il nome di Zhou settentrionali.

## Sovrani della dinastia Wei occidentale
1. Wen Di (Yuan Baoju) (534-551)
2. Yuan Qin (551-554)
3. Gong Di (Yuan Kuo) (554-557)

## Cronologia politica del periodo
| « Tre Regni » 220-280 : 60 anni                                 | « Tre Regni » 220-280 : 60 anni                         |
| --------------------------------------------------------------- | ------------------------------------------------------- |
| Cina del Nord : Cao Wei a Luoyang                               | Cina del Sud-Ovest: Shu Cina del Sud-Est : Wu           |
| Breve riunificazione : Dinastia Jìn a Luoyang 265-316 : 51 anni |                                                         |
| Nuova frammentazione                                            |                                                         |
| al Nord : «Sedici regni» : 304-439 : 135 anni                   | al Sud : Dinastia Jin orientale: 317-420 : 103 anni     |
| « Dinastie del Nord »                                           | « Dinastie del Sud »                                    |
| Dinastia Wei settentrionale: 386-534 : 148 anni                 | Dinastia Liu Song 420-479 : 59 anni                     |
| Dinastia Wei dell'Est: 534-550 : 16 anni                        | Dinastia Qi o Qi del Sud 479-502 : 23 anni              |
| Dinastia Wei dell'Ovest: 535-556 : 21 anni                      | Dinastia Liang : 502-557 : 55 anni                      |
| Dinastia Qi del Nord: 550-577 : 27 anni                         | Liang posteriore o Liang meridionale: 555-587 : 32 anni |
| Dinastia Zhou del Nord: 557-581 : 24 anni                       | Dinastia Chen: 557-589 : 32 anni                        |